# Rádio Regina
Rádio Regina – druga rozgłośnia radiowa Slovenského rozhlasu. Jej celem jest promowanie informacji związanych z danym regionem. Ma ona charakter rodzinny, jednakże głównie jest adresowana do ludzi w starszym wieku. W programie rozgłośni jest dużo publicystyki, oraz kilka audycji poświęconych sztuce. Ponadto 14 godzin w tygodniu w programie pojawiają się audycje przygotowywane przez redakcję narodowo-etnicznego Rádia Patria.
Radio Regina ma trzy studia, w każdym regionie jedno – w Bratysławie, Bańskiej Bystrzycy i w Koszycach, które przygotowują audycje częściowo niezależnie od siebie.

## Słuchalność
Rádio Regina ma słuchalność 6,6%, przez co jest piątą najbardziej słuchaną rozgłośnią radiową według badań Market & Media & Lifestyle Median SK.

## Nadajniki
| Nadajniki Rádia Regina                    | Nadajniki Rádia Regina | Nadajniki Rádia Regina | Nadajniki Rádia Regina |
| Lokalizacja                               | Częstotliwość          | ERP                    | Uwagi                  |
| ----------------------------------------- | ---------------------- | ---------------------- | ---------------------- |
| Łuczeniec – Blatný vrch                   | 88,2 MHz               | 10 kW                  |                        |
| Modrý Kameň – Španí Laz                   | 88,5 MHz               | 10 kW                  |                        |
| Rożniawa – Dievčenská skala               | 88,6 MHz               | 1 kW                   |                        |
| Trebišov – Bánovce nad Ondavou            | 89,2 MHz               | 10 kW                  |                        |
| Bardejów – Mihaľov – hotel Bellevue       | 89,3 MHz               | 1 kW                   | w planach              |
| Štúrovo – Belá                            | 91,7 MHz               | 10 kW                  |                        |
| Svidník – Hrabníky – TVP                  | 94,4 MHz               | 0,25 kW                | w planach              |
| Rymawska Sobota – Palaska                 | 95,0 MHz               | 1 kW                   |                        |
| Poprad – Kráľova hoľa                     | 96,9 MHz               | 30 kW                  |                        |
| Medzilaborce – Panská Kýčera              | 97,2 MHz               | 0,20 kW                | w planach              |
| Bratysława – Kamzík                       | 99,3 MHz               | 10 kW                  |                        |
| Żylina – Krížava                          | 100,1 MHz              | 20 kW                  |                        |
| Koszyce – Dubník                          | 100,3 MHz              | 100 kW                 |                        |
| Malá Franková – Pod Furmancom             | 100,3 MHz              | 0,05 kW                |                        |
| Osturňa – Polianka                        | 100,3 MHz              | 0,05 kW                |                        |
| Spišská Stará Ves – Šibeničná hora        | 100,3 MHz              | 0,05 kW                |                        |
| Namiestów – Magurka                       | 100,4 MHz              | 8,20 kW                |                        |
| Ružomberok – Úložisko                     | 100,6 MHz              | 5 kW                   |                        |
| Nowe Miasto nad Wagiem – Wielka Jaworzyna | 100,7 MHz              | 9 kW                   |                        |
| Bańska Bystrzyca – Suchá hora             | 101,5 MHz              | 100 kW                 |                        |
| Nitra – Zobor                             | 102,2 MHz              | 1 kW                   |                        |
| Lubowla – Kotník                          | 102,3 MHz              | 10 kW                  |                        |